# Conchi Abellán
Concepción Abellán Carretero, más conocida como Conchi Abellán (Mataró, 10 de junio de 1984), es una activista social y política española, afiliada a Podem Catalunya.
Fue diputada de la XII legislatura catalana del Parlament de Cataluña.  Actualmente es la coordinadora autonómica de Podem Cataluya y responsable de Movimiento Obrero de Podemos.
Estudió un grado de formación profesional en peluquería, ocupación que ejerció hasta que se convirtió en diputada en el Parlament de Catalunya en 2019. Durante su adolescencia y juventud participó en diferentes movimientos sociales en el Bon Pastor y en Rubí. Su activismo se ha centrado en la lucha por el derecho a la vivienda y por una vida digna. En el año 2014 empezó a militar a Podem Cataluña. En las elecciones al Parlament de Cataluña del 2017 fue número 10 en a candidatura de Catalunya en Comú-Podem por la circunscripción de Barcelona. A pesar de no ser elegida (la lista tan solo obtuvo 7 diputados), en 2019 consiguió el acta de diputada tras la renuncia de Elisenda Alamany y Joan Josep Nuet. En junio de 2020 fue elegida coordinadora autonómica de Podem Catalunya, cargo que compagina con el de responsable de Movimiento Obrero de Podemos. Como diputada participó en varias comisiones parlamentarias, tales como la de juventud, deportes y cultura, entre otros. En 2021 no se volvió a presentar a las elecciones en el Parlament celebradas el 14 de febrero.
Es madre de dos hijos.